# Seznam nemških fotomodelov
Seznam nemških fotomodelov.

## A
- Nadja Auermann

## B
- Penelope Black Diamond
- Vera Brühne

## C
- Livia Choice

## E
- Sabine Ehrenfeld

## H
- Corinna Harney

## I
- Monica Ivancan

## J
- Nadine Jansen

## K
- Heidi Klum
- Nicolette Krebitz
- Diane Kruger

## L
- Althea Leasure (model)

## O
- Ursula "Uschi" Obermaier
- Cheyenne Savannah Ochsenknecht

## P
- Tatjana Patitz
- Verona Pooth

## S
- Claudia Schiffer
- Xenia Seeberg
- Christa Speck
- Julia Stegner

## Z
- Bettina Zimmermann